# Pododermatite

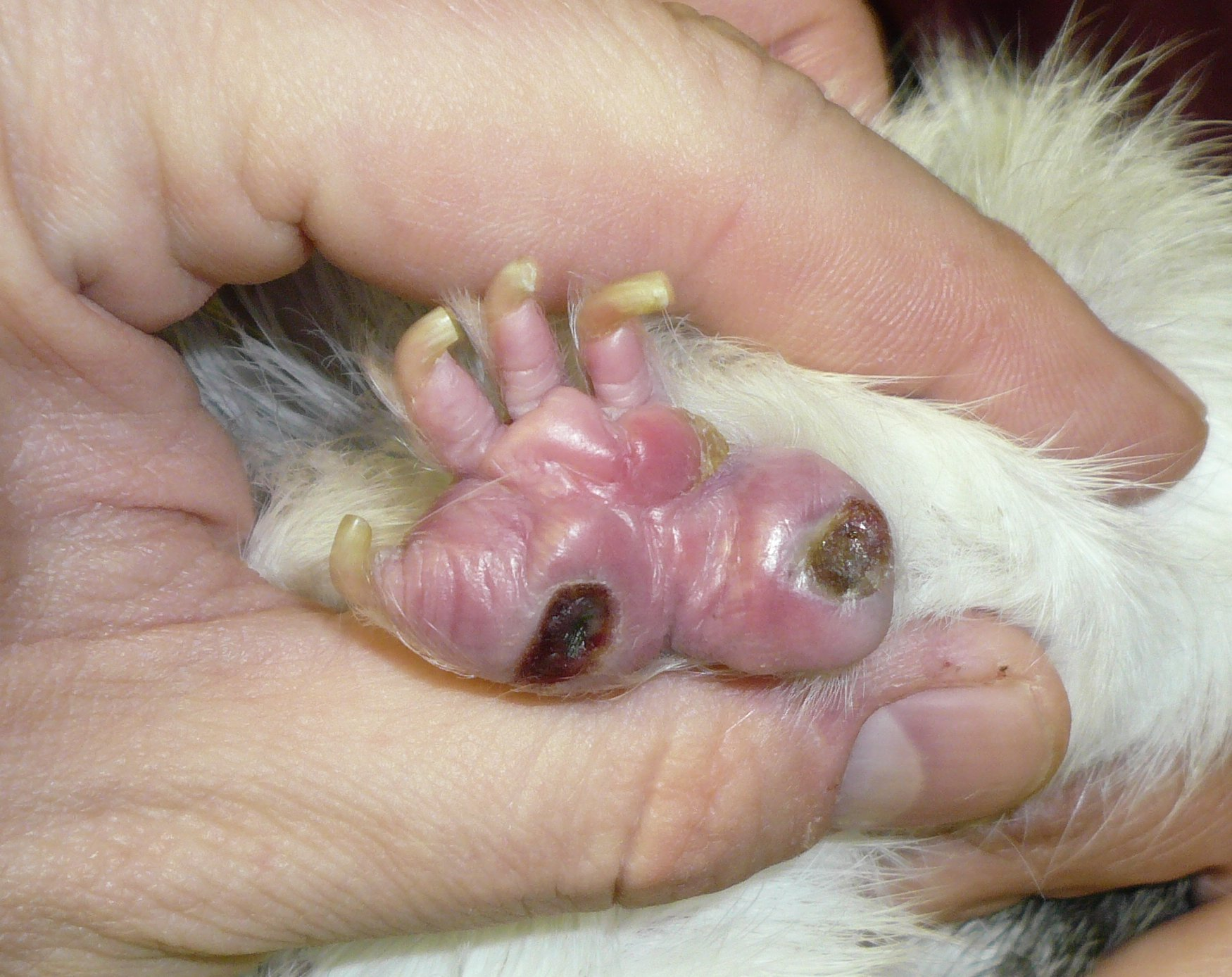
Pododermatite d'un cochon d'Inde

Une pododermatite est chez l'animal une infection bactérienne de la peau généralement située au niveau des ongles, sabots ou coussinets des pattes ou de la plante du pied. cette infection est assez fréquente chez les animaux domestiqués ou proches de l'Homme (chiens, chats, chevaux, hamsters, cochons d'Inde, rats...), en particulier lorsqu'ils sont élevés sur un support agressif comme un grillage.
De nombreuses espèces de vertébrés comme les oiseaux, les chevaux (sabots) ou les rongeurs peuvent être atteintes d'une pododermatite.

## Typologie
Chez les ongulés :
- Pododermatite aseptique (Pododermatitis aseptica acuta, Pododermatitis aseptica chronica),
- Pododermatite purulente (Pododermatitis purulenta)
- Chancre ou pododermatite chronique verruqueuse (Pododermatitis chronica verrucosa)
- Certaines formes de gangrène (Pododermatitis gangraenosa)
- Pododermatite nécrosante (Pododermatitis necrotica)
- Pododermatite infectieuse (Pododermatitis infectiosa),
- Pododermatite hyperplasique chronique (Pododermatitis chronica hyperplastica)

Maladie proche chez le cochon d'Inde :
- Pododermatite ulcéreuse Pododermatitis ulceros

## Les oiseaux
Les pododermatites sont communes chez les oiseaux et sont principalement causés par l'obésité, une déficience en vitamine A ou des bactéries comme celles du genre Staphylococcus ou les Mycoplasmes.